# Dorymyrmex flavescens
Dorymyrmex flavescens är en myrart som beskrevs av Mayr 1866. Dorymyrmex flavescens ingår i släktet Dorymyrmex och familjen myror.

## Underarter
Arten delas in i följande underarter:
- D. f. flavescens
- D. f. jactans
- D. f. mandibularis